# 15 años y un día
Pour plus de détails, voir Fiche technique et Distribution.
15 años y un día (littéralement « 15 ans et un jour ») est un film dramatique espagnol coécrit et réalisé par Gracia Querejeta, sorti en 2013.
Il est sélectionné pour représenter l'Espagne aux Oscars du cinéma 2014 dans la catégorie meilleur film en langue étrangère.

## Synopsis
Une jeune maman élève son fils dans l'ombre de sa propre mère autoritaire.

## Fiche technique
Sauf indication contraire, les informations mentionnées dans cette section peuvent être confirmées par la base de données cinématographiques IMDb,  présente dans la section « Liens externes ».
- Titre original : 15 años y un día
- Réalisation : Gracia Querejeta
- Scénario : Antonio Santos Mercero (es) et Gracia Querejeta
- Musique : Pablo Salinas
- Direction artistique : Laura Musso
- Costumes : Maiki Marín
- Photographie : Nicolas Canniccioni
- Son : Eduardo Esquide
- Montage : Nacho Ruiz Capillas
- Production : Gerardo Herrero et Mariela Besuievsky
- Sociétés de production : Castafiore Films et Tornasol Films
- Pays de production :  Espagne
- Langue : espagnol
- Genre : Drame
- Durée : 96 minutes
- Dates de sortie :
  - Espagne : 25 avril 2013 (Festival du film espagnol de Málaga) ; 7 juin 2013 (sortie nationale)
  - France : 5 octobre 2013 (Festival du film Cinespaña de Toulouse)

## Distribution
- Tito Valverde : Max
- Maribel Verdú : Margo
- Arón Piper : Jon
- Belén López : l'inspectrice Aledo
- Susi Sánchez : Cati
- Boris Cucalón : Toni
- Pau Poch : Nelson
- Jesús Castejón
- Bernat Grau : Moi
- Luis Jaspe : Aldrin
- Peter Nikolas : Svenco, le policier rusé
- Mikel Tello

## Distinctions

### Récompenses
- Festival du film espagnol de Málaga 2013 :
  - Biznaga d'or du meilleur film
  - Biznaga d'argent du meilleur scénario pour Gracia Querejeta et Santos Mercero

### Nominations
- Festival international du film de Palm Springs 2014
- Festival international du film de Saint-Sébastien 2013
- Festival du film Cinespaña de Toulouse 2013